# عمالة الصخيرات تمارة
عمالة الصخيرات - تمارة هي أحد أقاليم المملكة المغربية وتحمل صفة عمالة. تنتمي العمالة لجهة الرباط سلا القنيطرة وتقع جنوبي الرباط، في ضواحي مجال العاصمة. العمالة تحوي 393.262 ساكنا (2004).

## التقسيم الإداري
تضم عمالة الصخيرات تمارة 4 جماعات حضرية و 6 جماعات قروية:

### الجماعات الحضرية
- عين العودة (بلدية)
- هرهورة (بلدية)
- الصخيرات (بلدية)
- تمارة (بلدية)

### الجماعات القروية
- عين عتيق
- المنزه
- مرس الخير
- أم عزة
- صباح
- سيدي يحيى زعير

## المناطق الكبرى
(إحصاء: 2 سبتمبر 2004)
| الاسم اللاتيني  | اسم الجماعة    | عدد السكان |
| --------------- | -------------- | ---------- |
| Témara          | تمارة          | 225.497    |
| Skhirate        | الصخيرات       | 43.025     |
| Sidi Yahya Zaer | سيدي يحيى زعير | 28.773     |
| Aïn el Aouda    | عين العودة     | 25.105     |
| Aïn Attig       | عين عتيق       | 17.688     |
| Mers el Kheir   | مرس الخير      | 14.488     |
| Sabbah          | صباح           | 12.912     |
| Oumazza         | أم عزة         | 10.530     |
| Harhoura        | هرهورة         | 9.245      |

## وصلات خارجية
- صور جميلة لعمالة الصخيرات - تمارة

1. 1 2 3  المملكة المغربية, المندوبية السامية للتخطيط. "الإحصاء العام للسكان و السكنى 2004" (PDF). ص. 66. مؤرشف من الأصل (pdf) في 2015-05-01. اطلع عليه بتاريخ 2012-04-20.
2. ↑  رموز التقسيمات المغربية حسب HASC at statoids.com